# Kajakarstwo na Letnich Igrzyskach Olimpijskich 1960 – C-1 1000 m mężczyzn
Zawody w kajakarstwie klasycznym kanadyjek (C1) na dystansie 1000 m mężczyzn na Letnich Igrzyskach Olimpijskich 1960 zostały rozegrane 26–27 sierpnia (eliminacje, repasaże i półfinały) i 29 sierpnia 1960 r. – finał. W zawodach wzięło udział 13 zawodników (początkowo miało wystartować 15) z 13 państw.

## Rezultaty
| Legenda | Legenda            | Legenda | Legenda  | Legenda | Legenda         |
| ------- | ------------------ | ------- | -------- | ------- | --------------- |
| QS      | Awans do półfinału | R       | Repasaże | QF      | Awans do finału |

### Eliminacje
| Poz. | Zawodnicy         | Reprezentacja     | Czas    | Uwagi |
| ---- | ----------------- | ----------------- | ------- | ----- |
| 1    | Aleksandr Siłajew | ZSRR              | 4:41,81 | QS    |
| 2    | Bogdan Iwanow     | Bułgaria          | 4:47,65 | QS    |
| 3    | Erik Christensen  | Dania             | 4:50,71 | QS    |
| 4    | Olavi Ojanperä    | Finlandia         | 4:54,37 | R     |
| 5    | Danilo Tognon     | Włochy            | 4:56,58 | R     |
| 6    | Adrian Powell     | Australia         | 5:00,54 | R     |
| 7    | Frank Havens      | Stany Zjednoczone | 5:19,40 | R     |

| Poz. | Zawodnicy       | Reprezentacja  | Czas    | Uwagi |
| ---- | --------------- | -------------- | ------- | ----- |
| 1    | János Parti     | Węgry          | 4:36,80 | QS    |
| 2    | Ove Emanuelsson | Szwecja        | 4:36,92 | QS    |
| 3    | Tibor Polakovič | Czechosłowacja | 4:38,25 | QS    |
| 4    | Leon Rotman     | Rumunia        | 4:39,36 | R     |
| 5    | Detlef Lewe     | Niemcy         | 4:43,07 | R     |
| 6    | Donald Stringer | Kanada         | 4:44,55 | R     |
| -    | Kurt Liebhart   | Austria        |         | DNS   |
| -    | Michel Picard   | Francja        |         | DNS   |

### Repasaże
| Poz. | Zawodnicy      | Reprezentacja | Czas    | Uwagi |
| ---- | -------------- | ------------- | ------- | ----- |
| 1    | Detlef Lewe    | Niemcy        | 4:46,99 | QS    |
| 2    | Adrian Powell  | Australia     | 4:55,24 | QS    |
| 3    | Olavi Ojanperä | Finlandia     | 5:00,92 | QS    |

| Poz. | Zawodnicy       | Reprezentacja     | Czas    | Uwagi |
| ---- | --------------- | ----------------- | ------- | ----- |
| 1    | Donald Stringer | Kanada            | 4:44,36 | QS    |
| 2    | Leon Rotman     | Rumunia           | 5:03,98 | QS    |
| 3    | Danilo Tognon   | Włochy            | 5:06,86 | QS    |
| 4    | Frank Havens    | Stany Zjednoczone | 5:13,34 |       |

### Półfinały
| Poz. | Zawodnicy         | Reprezentacja  | Czas    | Uwagi |
| ---- | ----------------- | -------------- | ------- | ----- |
| 1    | Aleksandr Siłajew | ZSRR           | 4:36,89 | QF    |
| 2    | Tibor Polakovič   | Czechosłowacja | 4:37,94 | QF    |
| 3    | Donald Stringer   | Kanada         | 4:41,35 | QF    |
| 4    | Olavi Ojanperä    | Finlandia      | 5:00,88 |       |

| Poz. | Zawodnicy        | Reprezentacja | Czas    | Uwagi |
| ---- | ---------------- | ------------- | ------- | ----- |
| 1    | János Parti      | Węgry         | 4:40,50 | QF    |
| 2    | Leon Rotman      | Rumunia       | 4:43,66 | QF    |
| 3    | Erik Christensen | Dania         | 4:48,18 | QF    |
| 4    | Adrian Powell    | Australia     | 4:59,81 |       |

Wyścig 3
| Poz. | Zawodnicy       | Reprezentacja | Czas    | Uwagi |
| ---- | --------------- | ------------- | ------- | ----- |
| 1    | Ove Emanuelsson | Szwecja       | 4:44,68 | QF    |
| 2    | Bogdan Iwanow   | Bułgaria      | 4:44,93 | QF    |
| 3    | Detlef Lewe     | Niemcy        | 4:47,06 | QF    |
| 4    | Danilo Tognon   | Włochy        | 5:04,82 |       |

### Finał
| Poz. | Zawodnik          | Reprezentacja  | Czas    |
| ---- | ----------------- | -------------- | ------- |
|      | János Parti       | Węgry          | 4:33,03 |
|      | Aleksandr Siłajew | ZSRR           | 4:34,41 |
|      | Leon Rotman       | Rumunia        | 4:35,87 |
| 4    | Ove Emanuelsson   | Szwecja        | 4:36,46 |
| 5    | Tibor Polakovič   | Czechosłowacja | 4:39,72 |
| 6    | Detlef Lewe       | Niemcy         | 4:39,72 |
| 7    | Donald Stringer   | Kanada         | 4:40,65 |
| 8    | Bogdan Iwanow     | Bułgaria       | 4:42,52 |
| 9    | Erik Christensen  | Dania          | 4:49,63 |